# 2-es busz (Békéscsaba)
A békéscsabai 2-es jelzésű autóbusz a Szabadság térről indult és érkezett, a vonal hurokjárat volt. A viszonylatot a Körös Volán Zrt. üzemeltette. A helyi tömegközlekedésben főleg a jaminai városrész kapcsolatát biztosította a belvárossal, valamint az autóbusz- és vasúti pályaudvarral. A belvárosi Szent István tér átépítése következtében 2012. október 1-től megszűnt.
A vonalon többnyire Ikarus C80-as és Rába Premier 291-es autóbuszok jártak, de előfordultak szóló autóbuszok is.

## Jellemzői
A járatokat főként reggel és este, a munkakezdéskor-és végzéskor használták többen. A város ritkábban lakott, nagy kiterjedésű nyugati részének, Erzsébethelynek biztosította a forgalmát. A járat észak-déli irányban szelte át Jaminát, és a fő bevezetőutak mellett épült ipari üzemek dolgozóit szállította céljához. A tanulók számára is igen kedvező volt, hogy Békéscsaba igen sok iskolája mellett elhaladt a járat, illetve érintette a belváros több pontját is.

## Megszűnése
A belvárosi Szent István tér átépítése miatt ez az autóbuszvonal 2012. október 1-től megszűnt. Munkanapokon az 1-es valamint egy szakaszon hétvégente a 4-es busz pótolja. A Szarvasi út-Baross utca szakaszon megritkult a buszközlekedés, jelenleg az 1-es busz egyik fontosabb kiegészítő járata, az 1M jelzésű busz jár ezen a szakaszon.

## Útvonala
| Szabadság tér – Szabadság tér: | Szabadság tér – Szabadság tér: | Hirschmann érintésével | Linamar érintésével |
| --- | --- | --- | --- |
| - Szabadság tér vá. - Bartók Béla út - Petőfi utca - Andrássy út - Temető sor - Bartók Béla út - Orosházi út - Orosházi úti felüljáró - Orosházi út - Gyár utcai körforgalom - Orosházi út - Madách utca - Kolozsvári utca - Sziklai utca - Szarvasi út - Szarvasi úti felüljáró - Szarvasi út - Baross utca - Szent István tér - Szabadság tér | - Szabadság tér vá. - Szent István tér - Baross utca - Szarvasi út - Szarvasi úti felüljáró - Szarvasi út - Sziklai utca - Kolozsvári utca - Madách utca - Orosházi út - Gyár utcai körforgalom - Orosházi út - Orosházi úti felüljáró - Orosházi út - Bartók Béla út - Temető sor - Andrássy út - Petőfi utca - Bartók Béla út - Szabadság tér vá. | - Szabadság tér vá. - Bartók Béla út - Petőfi utca - Andrássy út - Temető sor - Bartók Béla út - Orosházi út - Orosházi úti felüljáró - Orosházi út - Gyár utcai körforgalom - Orosházi út - Madách utca - Kolozsvári utca - Sziklai utca - Csorvási út - 44-es főút - Hirschmann vá. | - Szabadság tér vá. - Bartók Béla út - Petőfi utca - Andrássy út - Temető sor - Bartók Béla út - Orosházi út - Orosházi úti felüljáró - Orosházi út - Gyár utcai körforgalom - Orosházi út - Madách utca - Kolozsvári utca - Sziklai utca - Szarvasi út - Linamar vá. |

## Megállóhelyei és pótlása
| Megálló neve                       | Pótlás |
| ---------------------------------- | --- |
| Szabadság tér vá.                  | 1, 3, 3M, 3V, 4, 17, 17M, 17V |
| Haán Lajos utca                    | 1, 3, 3M, 3V, 4, 7F, 17V |
| Petőfi utca                        | 1, 3, 3M, 3V, 4, 7F, 17V |
| Petőfi liget                       | 1, 3, 3M, 3V, 4, 5 Autóbusz-pályaudvar felé, 7, 7, 8 Linamar felé, 8A Tesco felé, 8V Tesco felé 17V, 20 Autóbusz-pályaudvar felé |
| Andrássy Gimnázium (Kötöttárugyár) | 1, 3, 3M, 3V, 4, 5, 7, 8, 8A, 8V, 17V, 20                                                                                        |
| Autóbusz-pályaudvar                | 1, 3, 3M, 3V, 4, 5, 7, 7F, 8, 8A, 8V, 17, 20                                                                                     |
| Gyár utca (I. számú téglagyár)     | 1, 3, 3M, 3V, 4 |
| Madách utca                        | 1, 3, 3M, 3V, 4 |
| Tompa utca                         | 1, 3, 3M, 3V, 4 |
| Batsányi utca                      | 1, 3, 3M, 3V, 4 |
| Rózsa utca                         | 1, 3, 3M, 3V, 4 |
| Tavasz utca                        | 1, 3, 3M, 3V, 4 |
| Franklin utca                      | 1, 4 |
| Stromfeld utca                     | 1 |
| Csorvási út (KIG Géptelep)         | 1H |
| Szatmári Üzletház (Üzletház)       | 1H |
| Hirschmann                         | 1H |
| Linamar                            | Szabadság tér felé, 8 |
| VOLÁN telep                        | 1, 8 |
| Csengeri utca                      | 8 |
| Kazinczy utca                      | 8 |
| Rákóczi utca                       | |
| Békési út                          | 5 |
| Szeberényi tér                     | 5 |
| Szabadság tér vá.                  | 1, 3, 3M, 3V, 4, 17, 17M, 17V |

## Eltérések
Egyes esti, illetve késő éjszakai "a" jelzésű járat a körjárat befejezése után tovább közlekedett az Autóbusz-pályaudvarra . Ugyancsak a munkakezdés- és végzés alkalmával akadtak járatok, amik érintették a Hirschmann („H”) és a Linamar ipartelepeket („L”).

## Külső hivatkozások
- Változik a buszok útvonala, új megállók épülnek - Csabai Mérleg